# Odobești (gmina)
Odobești – gmina w południowej Rumunii, administracyjnie należąca do okręgu Dymbowica.
W skład gminy wchodzi 3 miejscowości: Brâncoveanu, Crovu, Miulești, Odobești and Zidurile. Według stanu na rok 2011 liczyła 5183 mieszkańców, zaś w roku 2021 jej liczebność wynosiła 4946 mieszkańców.